# 八木勇樹
八木 勇樹（やぎ ゆうき、1989年10月17日 - ）は日本の元陸上競技選手、コーチ。専門は中距離・長距離種目。早稲田大学卒業後、旭化成に所属。旭化成を退社後の2016年7月に株式会社OFFICE YAGIを設立し、自身が代表を務めるYAGI RUNNING TEAM(現RDC RUN CLUB)に所属。

## 略歴
兵庫県神戸市出身。兵庫県立西脇工業高等学校、早稲田大学スポーツ科学部卒業後、旭化成所属。旭化成を退社後、OFFICE YAGI設立。

### 高校時代まで
生まれは徳島県徳島市で、3歳の頃兵庫県神戸市に移り住んだため、出身地の表記は3歳から住んでいる兵庫県神戸市となっている。小学生の頃から陸上競技を始めたが、長距離種目ではなく短距離種目を中心に取り組んでいた。中学生から本格的に長距離種目に取り組み始め、全日本中学選手権には、中学2年時には3000mに出場し、予選落ち。2004年、中学3年時には1500m・3000mの2種目に出場したが、共に予選落ちの結果に終わっている。
西脇工業高校入学後、才能が一気に開花。2005年、高校1年時の国民体育大会少年B3000mで三田裕介に次ぐ2位に入り、全国大会入賞を果たす。2006年、高校2年時の大阪インターハイ5000mで日本人トップとなる5位入賞。この年の国民体育大会は地元兵庫県で開催され、少年A5000mに出場し日本人トップとなる3位入賞を果たした。この時の14分01秒97は当時高2歴代3位の記録である。第57回全国高等学校駅伝競走大会では3区を走り区間賞を獲得し、この大会において西脇工業高校は4位という結果を残した。2007年2月に行われた千葉国際クロスカントリー大会ジュニア男子8km優勝、福岡国際クロスカントリー大会ジュニア男子8km優勝。この結果により第35回世界クロスカントリー選手権のジュニア日本代表に選ばれた。結果は40位。2007年、高校3年時の佐賀インターハイ5000mでは日本人トップとなる3位入賞。同種目で2年連続日本人トップとなった。同年の国民体育大会では少年A5000mでラスト100mからの圧巻のスパートにより外国人選手を抑えて優勝した。高校2年時から3年時にかけてトラック競技では日本人に無敗という驚異的な成績を残した。

### 早大時代
早稲田大学に進学し、競走部に所属。インターハイ日本人1位・2位（三田裕介）・3位（中山卓也）が同大学に進学することになり、メディアを中心に話題となった。かつての早稲田三羽烏（花田勝彦・武井隆次・櫛部静二）の再来と期待され、同学年で早稲田入学後に頭角を現した矢澤曜を含めて「ビッグ4」と称された。2008年、大学1年時は関東学生陸上競技対校選手権大会、日本学生陸上競技対校選手権大会に出場したが、不本意な結果に終わった。第20回出雲全日本大学選抜駅伝競走では1区を任されたが、区間17位の大ブレーキとなり大学駅伝デビューはほろ苦いものとなった。2009年、第85回箱根駅伝では7区を走り、区間2位の走りでトップで襷を渡したものの2位の東洋大学に差を詰められ、早稲田大学は8区で逆転され総合2位となった。2009年、大学2年時は第86回箱根駅伝で5区を任されるも区間9位に終わった。2010年、大学3年時の第79回日本学生陸上競技対校選手権大会では1500m2位・5000m5位の2種目入賞を果たした。10月には早稲田大学競走部主将に就任した。第22回出雲全日本大学選抜駅伝競走では3区区間賞の走りでチームは優勝。第42回全日本大学駅伝対校選手権大会では3区区間3位の走りでチームは優勝。第87回箱根駅伝では9区区間2位の走りで総合優勝を果たし、史上3校目の大学駅伝3冠を達成した。2011年、大学4年時には関東インカレ1500mで優勝。早稲田大学は70年ぶりに総合優勝を果たした。ここから大きな故障に悩まされ日本インカレを欠場するも、チームは総合優勝し関東インカレ・前年度の大学駅伝3冠を含め史上初の5冠を達成した。しかし故障は長引き第88回箱根駅伝は欠場を余儀無くされる。「ビッグ4」は三田も欠場、中山は既に競走部を離脱しており、最終学年で出場したのは矢澤だけであった。

### 社会人時代
2012年4月旭化成株式会社に入社。同社陸上部に所属。社会人1年目は大学時代からの故障が長引き目立った成績を残すことは出来なかった。2013年、社会人2年目の後半から復調し、2014年元日の第58回全日本実業団対抗駅伝競走大会ではインターナショナル区間である2区（8.3 km）を走り、日本人トップとなる23分20秒（区間18位）の好タイムをマークした。この記録は2区の日本人歴代最高タイムである。その後、第42回全日本実業団ハーフマラソンでは1時間01分37秒で5位（日本人3位）入賞を果たした。2014年、社会人3年目には第23回金栗記念選抜中・長距離熊本大会5000mで北京オリンピック5000m・10000m日本代表で大学の先輩にあたる竹沢健介やロンドンオリンピック5000m・10000m日本代表の佐藤悠基らを抑え8位（日本人トップ）の成績を残した。2016年6月に旭化成を退社。

### YAGI PROJECT
旭化成退社後の2016年7月、株式会社OFFICE YAGIを設立し、YAGI RUNNING TEAM(現RDC RUN CLUB)を発足させる。代表を務める。2016年11月に、地元神戸市で開催される神戸マラソンでマラソンデビューを果たし、日本人トップの2位でゴールした。
2018年、ケニア・イテンに、ランニングチーム RDC KENYAを設立。
2019年12月をもって選手を引退。
2020年1月、東京銀座に低酸素トレーニングジムRDC GYMを設立。

## 主な戦績

### マラソン全成績
| 年   | 大会                     | 順位   | 記録          | 備考               |
| ---- | ------------------------ | ------ | ------------- | ------------------ |
| 2016 | 神戸マラソン2016         | 準優勝 | 2時間24分30秒 | 初マラソン         |
| 2016 | マカオマラソン           | 8位    | 2時間27分10秒 |                    |
| 2017 | ゴールドコーストマラソン | 17位   | 2時間25分56秒 |                    |
| 2017 | シドニーマラソン         | DNF    | 途中棄権      | 35km付近でリタイア |
| 2017 | 防府読売マラソン         | 10位   | 2時間18分41秒 |                    |
| 2018 | ロッテルダムマラソン     | DNF    | 途中棄権      | 15km付近でリタイア |

### 駅伝成績
| 年   | 大会                               | 区間 | 距離      | 順位     | 記録          | 備考                         |
| ---- | ---------------------------------- | ---- | --------- | -------- | ------------- | ---------------------------- |
| 2006 | 第57回全国高等学校駅伝競走大会     | 3区  | 8.1075 km | 区間賞   | 24分04秒      |                              |
| 2007 | 第12回全国都道府県対抗男子駅伝     | 5区  | 8.5 km    | 区間3位  | 25分02秒      | 兵庫県優勝                   |
| 2008 | 第13回全国都道府県対抗男子駅伝     | 1区  | 7.0 km    | 区間2位  | 20分09秒      |                              |
| 2008 | 第20回出雲全日本大学選抜駅伝競走   | 1区  | 8.0 km    | 区間17位 | 24分42秒      |                              |
| 2008 | 第40回全日本大学駅伝対校選手権大会 | 3区  | 9.5 km    | 区間2位  | 27分42秒      |                              |
| 2009 | 第85回箱根駅伝                     | 7区  | 21.3 km   | 区間2位  | 1時間05分07秒 |                              |
| 2009 | 第21回出雲全日本大学選抜駅伝競走   | 2区  | 5.8 km    | 区間5位  | 16分36秒      |                              |
| 2009 | 第41回全日本大学駅伝対校選手権大会 | 2区  | 13.2 km   | 区間5位  | 39分19秒      |                              |
| 2010 | 第86回箱根駅伝                     | 5区  | 23.4 km   | 区間9位  | 1時間23分34秒 |                              |
| 2010 | 第22回出雲全日本大学選抜駅伝競走   | 3区  | 7.9 km    | 区間賞   | 23分15秒      | 早稲田大学優勝               |
| 2010 | 第42回全日本大学駅伝対校選手権大会 | 3区  | 9.5 km    | 区間3位  | 27分20秒      | 早稲田大学優勝               |
| 2011 | 第87回箱根駅伝                     | 9区  | 23.2 km   | 区間2位  | 1時間10分03秒 | 早稲田大学優勝,駅伝3冠       |
| 2013 | 第50回九州実業団毎日駅伝競走大会   | 1区  | 13.4 km   | 区間7位  |               | 旭化成2位                    |
| 2014 | 第58回全日本実業団対抗駅伝競走大会 | 2区  | 8.3 km    | 区間18位 | 23分20秒      | 日本人1位,日本人歴代最高記録 |
| 2014 | 第51回九州実業団毎日駅伝競走大会   | 3区  | 10.5 km   | 区間5位  | 30分02秒      | 旭化成5位                    |
| 2015 | 第59回全日本実業団対抗駅伝競走大会 | 2区  | 8.3 km    | 区間27位 | 24分13秒      | 旭化成10位                   |

### マラソン・駅伝以外の主な戦績
| 年   | 大会                                            | 種目                   | 順位        | 記録          | 備考                       |
| ---- | ----------------------------------------------- | ---------------------- | ----------- | ------------- | -------------------------- |
| 2004 | 第31回全日本中学校陸上競技選手権大会            | 1500m                  | 予選3組10位 | 4分15秒70     |                            |
| 2004 | 第31回全日本中学校陸上競技選手権大会            | 3000m                  | 予選2組7位  | 8分54秒87     |                            |
| 2005 | 第60回国民体育大会                              | 3000m                  | 2位         | 8分24秒95     | 少年B                      |
| 2006 | 第59回全国高等学校総合体育大会                  | 5000m                  | 5位         | 14分23秒18    | 日本人1位                  |
| 2006 | 第61回国民体育大会                              | 5000m                  | 3位         | 14分01秒97    | 少年A,日本人1位,高2歴代3位 |
| 2007 | 千葉国際クロスカントリー大会                    | 8 km                   | 優勝        | 24分04秒      | ジュニア                   |
| 2007 | 福岡国際クロスカントリー大会                    | 8 km                   | 優勝        | 24分31秒      | ジュニア                   |
| 2007 | 第35回世界クロスカントリー選手権                | 8 km                   | 40位        | 26分28秒      | ジュニア                   |
| 2007 | 第60回全国高等学校総合体育大会                  | 5000m                  | 3位         | 14分04秒25    | 日本人1位                  |
| 2007 | 第62回国民体育大会                              | 5000m                  | 優勝        | 14分11秒97    |                            |
| 2009 | 第42回東京六大学対校陸上競技大会                | 1500m                  | 優勝        | 3分48秒05     |                            |
| 2009 | ホクレンディスタンスチャレンジ札幌大会          | 5000m                  | 2位         | 13分43秒49    |                            |
| 2010 | 第79回日本学生陸上競技対校選手権大会            | 1500m                  | 2位         | 3分49秒00     |                            |
| 2010 | 第79回日本学生陸上競技対校選手権大会            | 5000m                  | 5位         | 14分07秒20    |                            |
| 2011 | 第90回関東学生陸上競技対校選手権大会            | 1500m                  | 優勝        | 3分53秒14     |                            |
| 2012 | 春季延岡記録会                                  | 5000m                  | 5組24位     | 14分31秒44    |                            |
| 2012 | 延岡記録会                                      | 10000m                 | 2組16位     | 29分46秒38    |                            |
| 2012 | 第23回ゴールデンゲームズinのべおか              | 5000m                  | C組4位      | 14分02秒95    |                            |
| 2012 | 第55回九州実業団陸上競技選手権大会              | 5000m                  | 2組8位      | 14分44秒73    |                            |
| 2012 | 第55回九州実業団陸上競技選手権大会              | 1500m                  | 2位         | 3分51秒45     |                            |
| 2013 | 第24回ゴールデンゲームズinのべおか              | 5000m                  | C組27位     | 14分23秒02    |                            |
| 2013 | 宮崎県長距離記録会                              | 10000m                 | 2位         | 30分16秒89    |                            |
| 2013 | 秋季延岡記録会                                  | 10000m                 | 2位         | 28分44秒97    |                            |
| 2013 | 第38回熊本甲佐10マイル公認ロードレース大会      | 10マイル               | 15位        | 47分42秒      |                            |
| 2014 | 第68回香川丸亀国際ハーフマラソン                | 21.0975 km             | 82位        | 1時間05分21秒 |                            |
| 2014 | 第42回全日本実業団ハーフマラソン                | 21.0975 km             | 5位         | 1時間01分37秒 | 日本人3位                  |
| 2014 | 第23回金栗記念選抜中・長距離熊本大会            | 5000m                  | 8位         | 13分48秒12    | 日本人1位                  |
| 2014 | 第62回兵庫リレーカーニバル アシックスチャレンジ | 10000m                 | 8位         | 28分42秒36    | 日本人3位                  |
| 2014 | 第25回ゴールデンゲームズinのべおか              | 5000m                  | 2位         | 13分37秒25    | A組,総合日本人3位          |
| 2014 | 第57回九州実業団陸上競技選手権大会              | 10000m                 | 3組10位     | 28分51秒84    |                            |
| 2014 | 第98回日本陸上競技選手権大会                    | 5000m                  | 30位        | 14分06秒65    |                            |
| 2014 | ロックンロールハーフマラソン                    | 21.0975 km             | 32位        | 1時間09分03秒 |                            |
| 2014 | 第62回全日本実業団対抗陸上競技選手権大会        | 10000m                 | 2組15位     | 29分35秒70    |                            |
| 2014 | 第62回全日本実業団対抗陸上競技選手権大会        | 5000m                  | 1組16位     | 14分17秒88    |                            |
| 2014 | 秋季延岡記録会                                  | 10000m                 | 9位         | 29分33秒08    |                            |
| 2014 | 第39回熊本甲佐10マイル公認ロードレース大会      | 10マイル               | 46位        | 47分56秒      |                            |
| 2015 | 第99回日本陸上競技選手権大会                    | 5000m                  | 36位        | 14分10秒96    |                            |
| 2015 | 第52回平成国際大学長距離競技会                  | 5000m                  | 21組4位     | 14分05秒09    |                            |
| 2016 | 第67回金栗杯玉名ハーフマラソン                  | 21.0975 km             | 6位         | 1時間04分37秒 |                            |
| 2016 | 春季延岡記録会                                  | 5000m                  | A組3位      | 14分04秒28    |                            |
| 2016 | 第27回ゴールデンゲームズinのべおか              | 5000m                  | B組10位     | 14分06秒05    |                            |
| 2016 | 第32回巨峰の丘マラソン大会                      | 20km                   | 優勝        | 59分27秒      | 大会新記録                 |
| 2016 | 軽井沢マラソンフェスティバル ハーフ＆ハーフ     | 21.0975 km +21.0975 km | 優勝        | 2時間18分51秒 |                            |
| 2016 | 第13回かさま陶芸の里ハーフマラソン              | 21.0975 km             | 優勝        | 1時間05分36秒 |                            |
| 2017 | 奥球磨ロードレース                              | 21.0975 km             | 15位        | 1時間05分09秒 |                            |
| 2017 | 第41回千葉マリンマラソン                        | 21.0975 km             | 優勝        | 1時間05分10秒 |                            |
| 2017 | ホノルルハーフマラソンハパルア                  | 21.0975 km             | 14位        | 1時間09分31秒 | 個人総合3位                |
| 2017 | メルボルンマラソン                              | 21.0975 km             | 2位         | 1時間04分50秒 |                            |
| 2017 | ロックンロールハーフマラソン                    | 21.0975 km             | 2位         | 1時間04分36秒 |                            |
| 2017 | マカオハーフマラソン                            | 21.0975 km             | 4位         | 1時間05分28秒 |                            |
| 2018 | ワルシャワハーフマラソン                        | 21.0975 km             | 8位         | 1時間05分03秒 |                            |
| 2018 | メルボルンマラソン                              | 21.0975 km             | DNF         | 途中棄権      | 10km付近でリタイア         |

## 自己記録
| 種目           | 記録          | 年             | 大会                                            | 備考 |
| -------------- | ------------- | -------------- | ----------------------------------------------- | ---- |
| 1500m          | 3分48秒05     | 2009年4月5日   | 第42回東京六大学対校陸上競技大会                |      |
| 3000m          | 8分11秒53     | 2013年6月1日   | 世田谷陸上競技会                                |      |
| 5000m          | 13分37秒25    | 2014年5月10日  | 第25回ゴールデンゲームズinのべおか              |      |
| 10000m         | 28分42秒36    | 2014年4月19日  | 第62回兵庫リレーカーニバル アシックスチャレンジ |      |
| 10マイル       | 47分30秒      | 2011年2月13日  | 第51回唐津10マイルロードレース                  |      |
| ハーフマラソン | 1時間01分37秒 | 2014年2月16日  | 第42回全日本実業団ハーフマラソン                |      |
| マラソン       | 2時間18分41秒 | 2017年12月17日 | 防府読売マラソン2017                            |      |